# Free as a Bird/Christmas Time Is Here Again
Free as a Bird/Christmas Time is Here Again è un singolo dei Beatles pubblicato il 4 dicembre 1995, come parte della promozione per l'uscita del documentario Beatles Anthology oltre che video dell'album compilation Anthology 1.

## Storia
La canzone Free as a Bird era stata scritta e registrata come demo da John Lennon nel 1977. Paul McCartney chiese alla vedova di Lennon, Yoko Ono, di fornire un qualsiasi materiale inedito di Lennon, e Free as a Bird fu scelto come la canzone che poteva coinvolgere i Beatles superstiti, in quanto si prestava ad essere completata con l'aggiunta dell'apporto degli altri tre.

## Tracce
1. Free as a Bird (John Lennon, Paul McCartney, George Harrison, Ringo Starr)
2. Christmas Time Is Here Again (brano inedito del 1967) (John Lennon, Paul McCartney, George Harrison, Ringo Starr)

## Struttura musicale
La struttura musicale del brano Free as a Bird è composta da una sezione A che ne rileva il tema musicale ed una sezione B usata come ponte armonico-melodico. Non è molto frequente porre l'esposizione del ritornello in entrata, ma non rappresenta per John Lennon, l'autore, un'eccezione in quanto si affiderà a tale espediente assai spesso.
La tonalità della canzone è in La maggiore, che di per sé non era la preferita dai Beatles, ma probabilmente ci furono problemi in fase di registrazione e mixaggio con la vecchia traccia di Lennon, tali da rendere necessaria tale scelta.
Gli accordi in successione sono I-VI-IV-V.
Il IV grado Lennon qui lo intende minore ovvero Re minore con la terza al basso. 
La seconda parte la B (in pratica una sorta di cucitura) presenta una successione armonica che funge appunto da ponte modulante.
La parte solistica è relegata all'assolo di George Harrison, con chitarra Fender e l'ausilio della tecnica slide tipica del solista del gruppo, che ne esegue pressappoco tutta la definizione melodica.

## Video
Il video musicale di Free as a Bird è stato prodotto da Vincent Joliet e diretto da Joe Pytka (Space Jam) e rappresenta, dal punto di vista di un uccello in volo, molti riferimenti alle canzoni dei Beatles, come Strawberry Fields Forever, Penny Lane, Paperback Writer, A Day in the Life, Eleanor Rigby, Helter Skelter e altre. Free as a Bird nel 1997 ha vinto il Grammy Award per la migliore performance pop di un gruppo vocale. È stato il primo dei due singoli pubblicati a seguito del progetto Anthology. La canzone ha assicurato al gruppo almeno un brano da Top 40 in quattro decenni diversi (anni '60, '70, '80 e '90) e vi è un arco di tempo di 25 anni tra lo scioglimento dei Beatles e la sua pubblicazione.

## Formazione
The Beatles
- John Lennon — voce, pianoforte
- Paul McCartney — voce, cori, basso, chitarra acustica, pianoforte
- George Harrison — voce, cori, chitarre soliste, chitarra slide, chitarra acustica, ukulele
- Ringo Starr — batteria, percussioni

Crediti
- The Beatles, Jeff Lynne — produttore